# Yūsuke Imai (łyżwiarz)
Yūsuke Imai (jap. 今井裕介 Imai Yūsuke; ur. 20 września 1977 w Usuda) – japoński łyżwiarz szybki, brązowy medalista mistrzostw świata juniorów.

## Kariera
Największy sukces w karierze Yūsuke Imai osiągnął w 1995 roku, kiedy zdobył brązowy medal w wieloboju podczas mistrzostw świata juniorów w Seinäjoki. W zawodach tych wyprzedzili go jedynie Bob de Jong z Holandii oraz Kanadyjczyk Mark Knoll. Wśród seniorów jego najlepszym wynikiem było piąte miejsce w biegu na 15000 m wywalczone podczas dystansowych mistrzostw świata w Salt Lake City w 2001 roku. Na tych samych mistrzostwach zajął również siódme miejsce na dystansie 1000 m. W 1998 roku wystąpił na igrzyskach olimpijskich w Nagano, zajmując jedenaste miejsce w biegu na 1000 m i szesnaste na 1500 m. Na rozgrywanych cztery lata później igrzyskach w Salt Lake City jego najlepszym wynikiem było piętnaste miejsce na 1000 m. Brał także udział w igrzyskach olimpijskich w Turynie w 2006 roku, gdzie zajął 20. miejsce na 1000 m i 34. miejsce na 1500 m. Wielokrotnie startował w zawodach Pucharu Świata, trzykrotnie stając na podium: 4 grudnia 2004 roku w Nagano i 10 grudnia 2005 roku w Turynie zajmował drugie miejsce w biegu na 1000 m, a 28 stycznia 2006 roku w Collalbo był trzeci na tym samym dystansie. Najlepsze wyniki osiągnął w sezonie 2004/2005, kiedy był siódmy w klasyfikacji końcowej 1000 m. W 2006 roku zakończył karierę.